# Бондарчук, Александр Васильевич
Алекса́ндр Васи́льевич Бондарчу́к (30 сентября 1957, Богодухов Харьковской области) — политик Украины.

## Биография
Окончил Харьковский авиационный институт, специальность «Самолетостроение», инженер-механик (1980).
1980—1984 — инженер-конструктор Киевского механического завода.
1984—1986 — служба в Советской армии.
1987—1998 — инженер-конструктор Авиационного научно-технического комплекса имени О. К. Антонова.
04.1998-04.2002 — народный депутат Верховной Рады Украины 3-го созыва (от КПУ, № 35). Член Комитета по вопросам социальной политики и труда (с 07.1998). Член фракции КПУ (с 05.1998).
С апреля 2002 народный депутат Верховной Рады Украины 4-го созыва (от КПУ, № 36). Председатель подкомитета по вопросам социальных гарантий, уровня жизни и возвращения сбережений граждан Комитета по вопросам социальной политики и труда (с 06.2002). Член фракции КПУ (с 05.2002).
Александр Васильевич Бондарчук был арестован 18 марта 2014 года по обвинению в двух публикациях в печатном органе Рабочей партии Украины «Рабочий класс». Одна из публикаций представляет интервью с П. Ю. Губаревым. Тогда же он был помещен под арест сроком на два месяца. Ему предъявлено обвинение по 110-й статье УК Украины (посягательство на территориальную целостность страны). Преследования против А. В. Бондарчука и печатного органа его партии «Рабочий класс» продолжились в августе 2015 году. В Киеве был полностью изъят тираж газеты, было возбуждено дело по 2-й части 109-й статьи уголовного кодекса Украины (публичные призывы к насильственному изменению или свержению конституционного строя или к захвату государственной власти). 23 ноября 2015 года А. В. Бондарчуку был продлён срок содержание под стражей. По отбытии срока в месте заключения вернулся к работе инженера-конструктора.